# Evrei așkenazi
Evreii de rit așkenaz (în ebraică אַשְׁכֲּנָזִים) sunt o populație care provine din vestul și centrul Europei, mai ales în țările germanice, unde au ajuns după izgonirea din Iudeea de către trupele imperiului roman. Începând din primele secole ale primului mileniu al erei noastre și mai ales în Evul Mediu, din cauza persecuțiilor, așkenazii au migrat și spre estul Europei, stabilindu-se pe teritoriile care vor face parte din Uniunea statală polono-lituaniană (care includea părți din Ucraina, Republica Moldova, Lituania, Letonia, Estonia, Belarus, Rusia și Polonia). Obiceiurile și ritualurile lor religioase  - ritul așkenaz (sau nussah ashkenaz) și ritul hasidic sau "sefard" (nussah sfarad) - de inspirație sefardă. prezintă anumite deosebiri față de cele ale evreilor de rit oriental, spaniol-portughez sau „ritul sefarzilor” (nussah hasefaradim)

## Istoric
Pe la începutul erei noi, majoritatea poporului evreu locuia în afara Palestinei, dintre care, după unele aprecieri, circa 6-7 milioane pe teritoriul actualei Italii. Răscoalele evreiești anti-romane, începute prin anii 60 d.Ch. (Marea Revoltă a Evreilor), terminate cu răscoala lui Bar Kohba (132-135 d.Ch.), care s-au soldat cu victoria armatei romane asupra evreilor, au avut urmări tragice pentru învinși: incendierea Ierusalimului și a celui de al II-lea Templu, masacre, robie, exil.
Împrăștiați în toate colțurile lumii romane, ei și-au păstrat și amplificat cultura ebraică, bazată cu deosebire pe studiul cărților sfinte: Tora, Talmudul etc. - studiu care începea de la vârsta de 3 ani și continua - practic - până la sfârșitul vieții.
Distanța dintre concentrările de evrei, precum și lipsa prelungită de comunicare între ele au dus la crearea unei serii de sub-culturi, influențate de mediul cultural ambiant, dar care - fapt demn de remarcat - au păstrat o majoritate considerabilă de caracteristici comune, față de cele ce le deosebesc.

## Limbile
Vreme de multe secole, evreii așkenazi s-au exprimat, în special, în trei limbi: cea oficială, a populației în cadrul căreia locuiau, limba idiș, un idiom germanic din grupa Hochdeutsch folosit în viața cotidiană în centrul și estul Europei (spre deosebire de evreii sefarzi care au vorbit „ladino”, limba veche spaniolă din sec. XIV-XV-lea, și în unele cazuri, portugheza) și cea ebraică (și aramaică), „limba sfântă”, folosită mai ales în cult, în discuțiile dintre învățați sau în comunicarea cu evreii din comunități îndepărtate.
În urma procesului de emancipare și aculturație, și în urma Holocaustului, folosirea limbii idiș de către evreii așkenazi s-a redus considerabil, locul ei fiind luat, în Israel, de ebraica modernă, iar în diaspora de către limbile vorbite de popoarele lângă care trăiesc.

## Numele de familie
Împăratul Iosif al II-lea al Sfântului Imperiu Roman, nemulțumit că evreii se opuneau folosirii numelui de familie (care devenise obligatorie în imperiu) și țineau cu fanatism la tradiția lor de a adăuga particula „ben” la numele tatălui, a emis decizia nr. 10.426 din 23 iulie 1787, prin care a dispus ca, fără nici o excepție, fiecare evreu să-și ia un nume german și să-l poarte neschimbat toată viața. Primul paragraf al deciziei sună astfel:
Evreii în toate provinciile trebuie să ia act de faptul că, începând cu 1 ianuarie 1788, sunt obligați să poarte nume de familie, tatăl de familie pentru familia sa, tutorele pentru orfanii săi, celibatarul pentru sine, deoarece nu se află nici sub ocrotirea tatălui, nici a tutorelui, nici în curatelă. Femeile necăsătorite vor primi numele de familie al tatălui, iar cele căsătorite al soțului. Fiecare persoană, fără deosebire, trebuie să-și ia un nume german, pe care nu-l va părăsi toată viața.

## Riturile evreiești în Europa
Marea majoritate a evreilor de origine europeană se împart în două rituri de cult: 
- Evreii sefarzi, care s-au stabilit în Peninsula Iberică, începând din timpul dominației romane și care au fost influențați în cei 700 de ani de stăpânire arabă și de cultura mauro-spaniolă.

În urma presiunilor inchiziției spaniole, fondată în 1478 de monarhii catolici Ferdinand și Isabela (și care a fost abolită în 1834, în timpul domniei Isabelei a II-a), s-a decretat, în 1492, exilul evreilor din Spania. Ei s-au refugiat în Africa de Nord, în Imperiul Otoman (inclusiv Grecia și Bulgaria), Muntenia, Italia, Olanda (de unde au trecut și în Insulele Britanice) și în America de Sud și de Nord. Ritul lor religios se numește ritul spaniol-portughez sau oriental sau al sefarzilor (Nussah Hasefaradim)
- Evreii așkenazi - multă vreme vorbitori ai limbii idiș și având o pronunțare tipică a limbii ebraice. Mai ales după emancipare și ieșirea din ghetouri, evreii de rit așkenaz (Nussah Așkenaz) (în secolul al XIX-lea si prima jumătate a secolului al XX-lea cunoscut în unele țări între care și România și ca „rit occidental”) au influențat și au fost influențați de culturile popoarelor europene pe lângă care au trăit. Cu timpul o parte din evreii așkenazi au fost atrași de mișcarea hasidică, care a efectuat unele modificari în rit sub influența iudaismului spaniol și a Kabalei:ritul hasidic denumit "sefard " (Nussah Sefarad)

La sfârșitul secolului al XX-lea, ei constituiau 3% din populația SUA, și 27% din laureații Premiilor Nobel. Mai mult de jumătate din campionii de șah ai lumii au fost evrei așkenazi.
Evreii așkenazi reprezintă astăzi circa jumătate din populația Israelului.
În Țările Române, și apoi în România, o parte dintre evreii așkenazi,care au ales calea aculturației, ca de pildă, obștea evreilor lehi pământeni din București din jurul Templului Coral și cea a Sinagogii Mari din București, etc au înființat comunități moderne, numite vreme de multe decenii „de rit occidental”. Denumirea nu a fost folosită de comunitătile cu profil mai tradițional și ultraortodox, ca de pildă cele hasidice și a fost abandonată odată cu consolidarea regimului comunist în Romania în 1947-1948.